# Осташково (Осташковське сільське поселення)
Осташково (рос. Осташково) — присілок в Торжоцькому районі Тверської області Російської Федерації.
Населення становить 187 осіб. Входить до складу муніципального утворення Яконовське сільське поселення.

## Історія
Від 2005 року входить до складу муніципального утворення Яконовське сільське поселення.

## Населення
| 1859 | 1884 | 1920 | 1997 | 2002 | 2010 |
| ---- | ---- | ---- | ---- | ---- | ---- |
| 397  | ↗448 | ↘384 | ↘198 | ↘179 | ↗187 |